# Kormyansko Saddle
Der Kormyansko Saddle (bulgarisch Кормянска седловина Kormjanska sedlowina) ist ein vereister und 1100 m hoher Bergsattel in den nördlichen Ausläufern des Herbert-Plateaus an der Oskar-II.-Küste des Grahamlands auf der Antarktischen Halbinsel. Er verbindet 3,7 km nördlich des Gipfels der Obretenik Bastion, 7,1 km südöstlich des Farman-Nunataks und 14 km westsüdwestlich des Mount Berry die Obretenik Bastion mit der Egerika Range. Der Bergsattel ist Teil der Wasserscheide zwischen dem Blériot- und dem Cayley-Gletscher.
Britische Wissenschaftler kartierten ihn 1978. Die bulgarische Kommission für Antarktische Geographische Namen benannte ihn 2014 nach der Ortschaft Kormjansko im Nordosten Bulgariens.